# Vega Alta de Granada

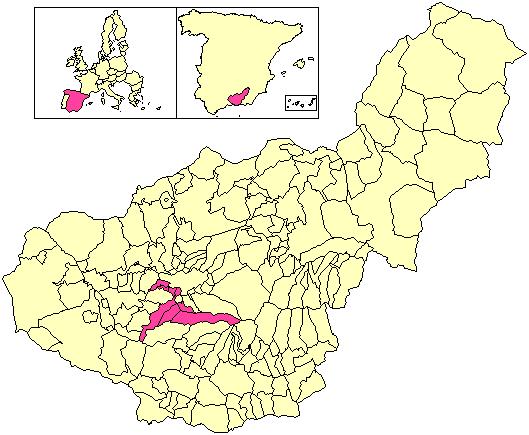
Situación de la Vega Alta en la provincia de Granada.

La Vega Alta es una agrupación voluntaria de municipios (mancomunidad) situada en la provincia de Granada, Andalucía, España. Tiene como objetivo la administración de la recogida, transporte, destrucción y tratamiento técnico de los residuos sólidos, y la instalación de un vertedero controlado para los municipios mancomunados, todos ellos pertenecientes a la comarca de la Vega de Granada.
Esta entidad está formada por los siguientes municipios:
|                      | Municipio            | Superficie | Población (2010) | Densidad          | Ayto. (2011) | Pedanías                                                             |
| -------------------- | -------------------- | ---------- | ---------------- | ----------------- | ------------ | -------------------------------------------------------------------- |
| Alhendín             | Alhendín             | 50,81 km²  | 6.934 hab.       | 136,47 hab./km²   | PP           |                                                                      |
| Armilla              | Armilla              | 4,42 km²   | 21.895 hab.      | 4.953,61 hab./km² | PP           | Santa Juliana                                                        |
| Churriana de la Vega | Churriana de la Vega | 6,60 km²   | 12.448 hab.      | 1.886,06 hab./km² | PP           |                                                                      |
| Cúllar Vega          | Cúllar Vega          | 4,35km²    | 6.914 hab.       | 1.589,43 hab./km² | PSOE         | El Ventorrillo y Los Remedios                                        |
| Dílar                | Dílar                | 79,28 km²  | 1.727 hab.       | 21,78hab./km²     | PP           |                                                                      |
| Gójar                | Gójar                | 12,01 km²  | 5.297 hab.       | 441,05 hab./km²   | PP           |                                                                      |
| Vegas del Genil      | Vegas del Genil      | 14,15 km²  | 9.102 hab.       | 643,25 hab./km²   | PP           | Ambroz, Belicena y Casas Bajas (Purchil es la capital del municipio) |
| Villa de Otura       | Villa de Otura       | 24,34 km²  | 6.598 hab.       | 271,08 hab./km²   | PP           |                                                                      |
|                      | TOTAL                | 196,96 km² | 70.915 hab.      | 360,04 hab./km²   |              |                                                                      |